# Edmund Ware Sinnott

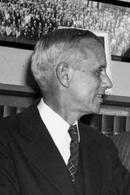
Sinnott 1947

Edmund Ware Sinnott (* 5. Februar 1888 in Cambridge (Massachusetts); † 6. Januar 1968 in New Haven (Connecticut)) war ein US-amerikanischer Botaniker und Philosoph der Biologie. Sein offizielles botanisches Autorenkürzel lautet „Sinnott“.
Sinnott studierte an der Harvard University mit dem Bachelor-Abschluss 1908, dem Master-Abschluss 1910 und der Promotion 1913. Er war in Harvard Schüler von E. C. Jeffrey (der ein Programm der Neuklassifizierung von Pflanzen auf Basis vergleichender Anatomie verfolgte) und 1910 bis 1911 mit einem Reisestipendium in Australien und Asien mit seinem Kommilitonen Arthur J. Eames. Danach war er Instructor in Harvard (Harvard Forestry School und Bussey Institution) und war ab 1915 am Connecticut Agricultural College in Storrs, das damals ein Zentrum genetischer Forschung in Neuengland war (dort arbeitete L. C. Dunn an der Genetik von Geflügel) und an dem er Professor für Botanik und Genetik war (als Nachfolger von Albert Francis Blakeslee, der nach Cold Spring Harbor ging). Er selbst befasste sich mit der Genetik von Kürbisgewächsen. Ab 1928 war er Professor für Botanik am Barnard College der Columbia University. Dort trat er auch die Nachfolge des Genetikers Thomas Hunt Morgan an, der an das Caltech wechselte. Ab 1940 war er Sterling Professor für Botanik an der Yale University, wo er auch 1940 bis 1950 Direktor des Marsh Botanical Garden war und 1950 bis 1956 Dekan der Graduate School. 1945 bis zur Emeritierung 1956 war er Direktor der Sheffield Scientific School in Yale.
Er war Herausgeber des American Journal of Botany und veröffentlichte einige verbreitete Lehrbücher der Botanik und Genetik (das Lehrbuch der Genetik von ihm und L. C. Dunn wurde in viele Sprachen übersetzt). Philosophisch  vertrat er eine ganzheitliche (nicht-reduktionistische) Sicht auf Lebewesen (Organizismus) und sah eine übergreifende organisierende Kraft in ihnen wirken.
In seinen botanischen Arbeiten versuchte er, Morphogenese mit Genetik zu verbinden.
Sinnott war Mitglied der National Academy of Sciences, der American Philosophical Society und der American Academy of Arts and Sciences und Präsident der Botanical Society of America, der American Society of Naturalists und der American Association for the Advancement of Science.

## Schriften
- Botany, Principles and Problems, McGraw Hill 1923, 6. Auflage 1963 (spätere Auflagen mit Katherine Wilson), Archive
- mit Leslie C. Dunn: Principles of Genetics, McGraw Hill 1925, 3. Auflage 1934 (spätere Auflagen mit Theodosius Dobzhansky)
- Cell and Psyche. The Biology of Purpose, University of North Carolina Press 1950, (John Calvin McNair Lectures), Archive
- Two Roads to Truth. A Basis of Unity under the great tradition, Viking Press  1953
- The Biology of the Spirit, Viking Press 1955
- Matter, Mind, and Man. The Biology of Human Nature, Harper 1957
- Plant Morphogenesis, McGraw Hill 1960, Archive
- Meetinghouse & Church in Early New England , 1963
- The Problem of Organic Form, Yale University Press 1963
- The Bridge of Life: From Matter to Spirit, Simon and Schuster 1966